# 田井正一
田井 正一（たい まさかず、1848年3月22日〈嘉永元年2月18日〉 - 1927年〈昭和2年〉4月6日）は、日本の聖職者、教育者。日本聖公会の草創期の日本人司祭で、静修女学校の校長も務めた。

## 人物・経歴
1848年（嘉永元年）、松本藩士堀江量一の三男として松本で生まれる。1869年（明治2年）、田井せんと結婚し、田井家を継ぐ。
1876年（明治9年）に洗礼を受け、1878年（明治11年）に、チャニング・ウィリアムズ主教（立教大学創設者）の指導のもと、田井は横山錦柵（聖公会初の日本人聖職者）と川越から地方宣教を始める。
その後、田井は、金井登とともに東京三一神学校（現・聖公会神学院）に入学。4年ほど勉強した後、1882年（明治15年）に同神学校を卒業し、金井とともに同校で最初の卒業生（第1回生）となった。
1883年（明治16年）3月16日もしくは3月18日に、深川聖三一教会にてウィリアムズ主教より金井とともに執事按手を受け、田井は東京の神田キリスト教会に仮牧師に就任する。これが聖公会として日本人初の聖職按手との記述資料もみられるが、既に1879年（明治12年）には、名出保太郎が日本の聖公会として初の日本人聖職者になっている。
1885年（明治18年）冬には、福井から上京した林歌子を田井がウィリアムズ主教に紹介したことから、歌子はエマ・フルベッキの日本語教師を務めたほか、立教女学校で教えるようになった。
1887年（明治20年）2月には、大阪において、米国聖公会内外伝道協会（DFMS）、英国聖公会宣教協会（CMS）、英国海外福音伝道会（SPG）の各ミッションが合同して日本聖公会の組織が成立する。この会議中の日曜日に、田井正一は説教を行い、組織が成立した会議の後、司祭のジョン・マキムやページとともに大阪周辺にある10ヶ所の聖公会の地方拠点を周り、日本聖公会の組織成立の内容を報告した。
1889年（明治22年）12月21日、田井は司祭按手を受け、神田キリスト教会の日本人第1主任司祭となった。
1890年（明治23年）には、東京・麹町区五番町にあった静修女学校（立教大学や立教女学院の姉妹校）校長に就任し、聖職活動と兼務する。
1893年（明治26年）3月まで東京・神田キリスト教会の司祭を務めたが、それ以後、主教のジョン・マキムに指示により、仙台のミッション活動を担当したジェフリーズ司祭の補助を務めるようになり、1894年（明治27年）夏以降は、田井はジェフリーズと代わって仙台の担当者となり、ジェフリーズは東北伝道の担当となった。
1895年（明治28年）6月には、マキムの指示やジェフリーズらの薦めで田井は、米国へ渡りサンフランシスコ在住の日本人への伝道を開始する。旅費はウィリアムズ主教引退後の臨時主教だったヘアー司祭から支出された。同年9月17日には、米国聖公会内外伝道協会の理事会は米国在カリフォルニア州中国人伝道の予算を、田井正一が進める在サンフランシスコ日本人伝道へ回すことを決定し、伝道本部から支援を受けた。
1896年（明治29年）春に、サンフランシスコ・ミッションが設立した後、田井は今度は米国東海岸へ移動し、田井宛ての郵便物はニューヨーク市にある米国聖公会本部チャーチ・ミッションズ・ハウスへ送られるようになった。
1897年（明治30年）6月27日に、日本に帰国すると、米国社会で観察してきた宗教の働きを日本で活かして活動を進めた。
1901年（明治34年）4月、田井は川越に定住して、川越キリスト教会の定住司祭となる。
1902年（明治35年）3月24日に私立宇気良幼稚園（埼玉県入間郡川越町）の設立申請を埼玉県へ提出して幼稚園を設立するが、これが埼玉県で初めての私立幼稚園で、現在の初雁幼稚園となった。また、1903年（明治36年）5月6日には、私立川越女学院（埼玉県入間郡川越町）の設立申請を埼玉県に提出した。
また、田井が拠点とした川越キリスト教会では、1889年（明治22年）に木造の教会堂が本町14番地に竣工したが、1893年（明治26年）の川越大火によって焼失してしまい、その年のクリスマスに間に合わせるため急ぎ完成させた洋風平屋の礼拝堂を使用していた。しかし、使用上の問題から、新たな礼拝堂を建てる機運もあり、建設用地の取得は済んだものの、建物の建設資金が集まらず長い間建築できずにいた。そこで、田井は、1904年（明治37年）に来日して川越で宣教師を務めたキャロライン・ヘイウッドの助けを借りて、1913年（大正2年）に米国聖公会の機関紙に教会建設の募金を要請した結果、目標額以上が集まった。その後もすぐには建設が進まなかったが、1921年（大正10年）になって、ウィリアム・ウィルソンの設計により、清水組の施工で、イギリス・チューダー様式の礼拝堂がようやく完成するに至った。
1927年（昭和2年）4月6日、川越で亡くなった。